# Clemerson de Araújo Soares
Clemerson de Araújo Soares (Caruaru, Pernambuco, Brasil, 8 de agosto de 1977) es un futbolista brasileño. Juega de delantero y su actual equipo es el Goiás EC de Brasil.

## Clubes
| Club             | País   | Año         |
| ---------------- | ------ | ----------- |
| Goiás            | Brasil | 1997 - 2003 |
| Shimizu S-Pulse  | Japón  | 2004        |
| Gamba Osaka      | Japón  | 2005        |
| Cruzeiro         | Brasil | 2006 - 2007 |
| Al-Gharafa       | Catar  | 2007 - 2010 |
| Fluminense       | Brasil | 2011        |
| Náutico          | Brasil | 2012        |
| Atlético Mineiro | Brasil | 2013        |
| Goiás            | Brasil | 2013 - 2014 |

## Palmarés

### Campeonatos nacionales
| Título             | Club        | País   | Año  |
| ------------------ | ----------- | ------ | ---- |
| Campeonato Goiano  | Goiás       | Brasil | 1997 |
| Campeonato Goiano  | Goiás       | Brasil | 1998 |
| Campeonato Goiano  | Goiás       | Brasil | 1999 |
| Campeonato Goiano  | Goiás       | Brasil | 2000 |
| Campeonato Goiano  | Goiás       | Brasil | 2002 |
| J1 League          | Gamba Osaka | Japón  | 2005 |
| Campeonato Mineiro | Cruzeiro    | Brasil | 2006 |

### Distinciones individuales
| Distinción                                 | Año  |
| ------------------------------------------ | ---- |
| Máximo goleador de la J1 League (33 goles) | 2005 |

- Datos: Q2277516